# Vol Aloha IslandAir 1712
Le vol Aloha IslandAir 1712 est un vol intérieur régulier de passagers reliant Hana, à Maui, et Honolulu, à Oahu, avec plusieurs escales prévues à Kahului et à Molokai. Le 28 octobre 1989, lors de la deuxième étape du vol, le De Havilland Canada DHC-6 Twin Otter s'est écrasé contre le versant d'une montagne, lors de la phase d'approche vers l'aéroport de Molokai (en). Les deux membres de l'équipage et les 18 passagers sont tous morts dans l'accident.

## Contexte

### Avion
L'appareil impliqué, fabriqué en 1973, est un De Havilland Canada DHC-6-300 Twin Otter immatriculé N707PV (numéro de série 400). Il a d'abord été livré à Sun Valley Key Airlines (en) le 18 décembre 1973. Il a été vendu à Aloha IslandAir le 10 mars 1988 et est entré en service en novembre de la même année. Cet avion court-courrier est propulsé par deux moteurs Pratt & Whitney Canada PT6A-27 et totalise 19 875 heures de vol, ainsi que 30 139 cycles (décollage/atterrissage), au moment de l'accident.

### Équipage
Le commandant de bord est Bruce Antonio Pollard (30 ans). Il a commencé sa carrière dans l'aviation chez Princeville Airways, qui est ensuite devenue Aloha IslandAir. Il a commencé comme agent de piste, puis est devenu copilote en avril 1988. Il a été promu au poste de commandant de bord seulement 15 mois plus tard, en août 1989. Au moment de l'accident, il totalise 3 542 heures de vol, dont 1 668 heures sur Twin Otter.
Il a été impliqué dans un autre incident, qui s'est produit en février 1986 avec un Piper PA-28 Cherokee à Juneau, en Alaska. Pollard a perdu le contrôle directionnel de son avion pendant l'approche et a fait un cheval de bois sur la piste. La cause principale de cet incident a été déterminée comme étant un dysfonctionnement du système de freinage. Quatre ans avant l'accident du vol 1712, il a également été jugé par la Federal Aviation Administration (FAA) et reconnu coupable d'avoir enfreint la partie 135 du titre 14 du code des règlements fédéraux (CFR), en agissant comme commandant de bord sur cinq vols de taxi aérien, malgré le fait qu'il n'avait pas la certification appropriée, et pour avoir piloté un avion de manière imprudente ; sa licence de pilote commercial a alors été suspendue pendant six mois.
Le copilote est Philip Edwin Helfrich (27 ans). Son premier poste au sein de la compagnie aérienne était également celui d'agent de piste, qui a débuté en juillet 1988. Il a ensuite commencé à suivre des cours de pilotage en août 1987. Avec 62 heures de vol, il a reçu sa licence de pilote privé (PPL) et sa qualification sur avion monomoteur seulement trois mois plus tard, le 11 novembre 1987. Il a continué à suivre des cours de pilotage, tout en se faisant connaître au sein de la compagnie aérienne en occupant toujours son poste d'agent de piste. Dix-sept mois après avoir reçu sa PPL, avec 233 heures de vol à son actif, il a reçu sa licence de pilote commercial, avec des qualifications sur avion monomoteur et multimoteur et pour le vol aux instruments. Aloha IslandAir l'a embauché comme copilote en août 1989 et a passé un contrôle de compétence le même mois. Au moment de l'accident, il cumule 425 heures de vol, dont 189 heures sur Twin Otter.

### Passagers
Parmi les 18 passagers se trouvaient 5 joueuses de l'équipe de volley-ball féminin et leur entraîneur principal, ainsi que 3 joueurs de l'équipe de volley-ball masculin et le directeur sportif du lycée de Molokaʻi (en). Il y avait également 4 habitants d'Hawaï à bord, de même que deux passagers originaires de Pennsylvanie et deux autres du Texas.

## Accident
Plus tôt dans la journée, le même équipage a effectué six vols inter-îles sans incident sur le même avion. Le vol 1712 a décollé de l'aéroport de Hana (en), puis a atterri à l'aéroport de Kahului et devait continuer vers l'aéroport de Molokai (en), avant de se terminer à l'aéroport international d'Honolulu. L'avion est arrivé à Kahului à 18 h 15, heure locale ; le soleil s'était alors couché 22 minutes plus tôt, à 17 h 53. Il a ensuite quitté l'aéroport de Kahului et poursuivi son vol vers l'aéroport de Molokai à 18 h 25, selon les règles de vol à vue (VFR). 
Douze minutes plus tard, alors que le vol 1712 maintenait une altitude d'environ 600 pieds (180 m), à une vitesse de 150 nœuds (280 km/h) et en suivant un cap de 260°, le Twin Otter s'est écrasé sur un terrain montagneux. Après avoir disparu des écrans radars, l'appareil a été officiellement déclaré disparu vers 19 h 30, heure locale. L'épave a finalement été retrouvée le lendemain matin dans les montagnes près de l'aéroport de Molokai. Aucun des 20 passagers et membres d'équipage à bord n'a survécu au crash.

## Enquête
Le Conseil national de la sécurité des transports (NTSB) a déterminé que la cause probable de cet accident est la décision du commandant Pollard de continuer à voler selon les règles de vol à vue, malgré le fait que le vol s'effectuer de nuit et dans des conditions météorologiques de vol aux instruments (VMC), qui masquaient le relief montagneux présent dans la région, a conduit l'avion sur une trajectoire de collision avec la montagne.
Les enquêteurs ont également déclaré que l'accident était dû à la supervision inadéquate du personnel, de la formation et des opérations de vol par la direction d'Aloha IslandAir. De plus, la FAA n'a pas suffisamment surveillé la gestion de la compagnie aérienne, pendant une période de croissance et d'expansion opérationnelles importantes.